# 喬爾努希區

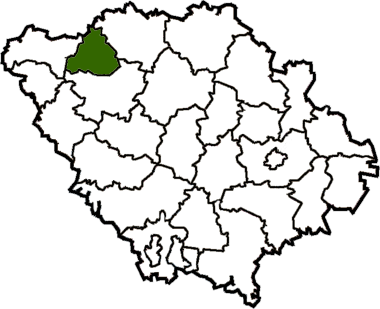

喬爾努希區（烏克蘭語：Чорнухинський район）是位於烏克蘭中部波爾塔瓦州的舊區，首府設於喬爾努希，並於2020年被撤銷。該區面積682平方公里，2015年人口11,644，人口密度每平方公里17.07人。